# 克雷藏西
克雷藏西（法語：Crézancy，法語發音：[kʁezɑ̃si]）是法国上法蘭西大區埃纳省的一个市镇，属于蒂耶里堡区。

## 地理
克雷藏西（49°2'53"N, 3°30'39"E）面积7.06 平方千米，位于法国上法蘭西大區埃纳省，该省份为法国北部内陆省份，北起北部省，西接索姆省和瓦兹省，东临阿登省和马恩省，西南至塞纳-马恩省，东北部与比利时接壤。
与克雷藏西接壤的市镇（或旧市镇、城区）包括：科尼吉、福苏瓦、梅济穆兰、勒伊-索维尼、圣欧仁。

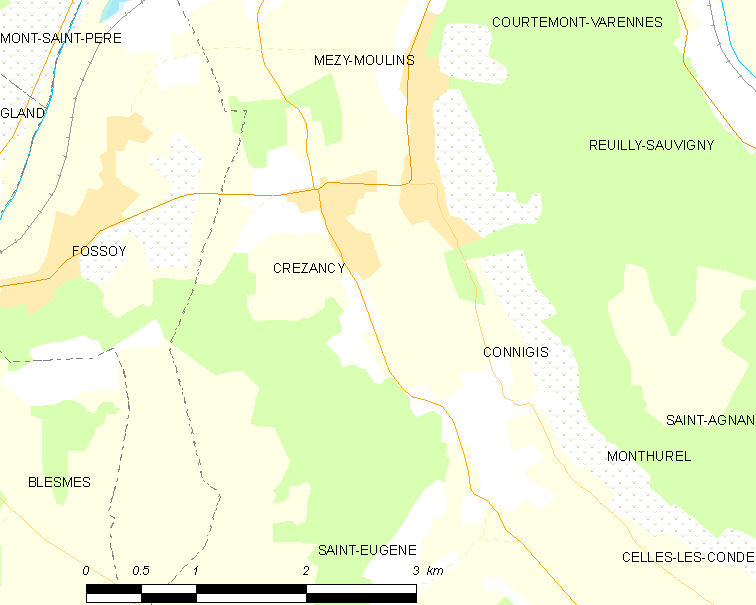
克雷藏西的OSM定位图

克雷藏西的时区为UTC+01:00、UTC+02:00（夏令时）。

## 行政
克雷藏西的邮政编码为02650，INSEE市镇编码为02239。

## 政治
克雷藏西所属的省级选区为马恩河畔埃索姆县。

## 人口

1962-2008年间克雷藏西人口变化图示

克雷藏西于2022年1月1日时的人口数量为1193人。